# Krapkowice
Krapkowice (/krapkɔˈvʲit͡sɛ/) , (en allemand Krappitz), est une ville du sud-ouest de la Pologne, en Haute-Silésie, située dans la voïvodie d'Opole, sur le fleuve Oder.

## Histoire
De 1742 à 1945, Krappitz fait partie de l'arrondissement d'Oppeln (de) dans le district de Liegnitz au sein de la province de Silésie.